# Cirrhilabrus marjorie
Cirrhilabrus marjorie là một loài cá biển thuộc chi Cirrhilabrus trong họ Cá bàng chài. Loài này được mô tả lần đầu tiên vào năm 2003.

## Từ nguyên
Từ định danh marjorie được đặt theo tên của Marjorie Awai, Giám đốc Thủy cung Florida, từng là Phó Giám đốc phụ trách của khoa Ngư học tại Bảo tàng Bishop (Honolulu), đồng thời là vợ của tác giả thứ ba, Tiến sĩ Bruce Carlson.

## Phạm vi phân bố và môi trường sống
C. marjorie là một loài đặc hữu của quốc đảo Fiji, được tìm thấy gần các rạn san hô và trên nền đá vụn ở độ sâu khoảng 20–50 m.

## Mô tả
Chiều dài lớn nhất được ghi nhận ở C. marjorie là 5,8 cm. Vây đuôi cụt ở cá cái, lõm vào trong thành hình lưỡi liềm ở cá đực. Vây bụng của cả hai giới khá ngắn, không chạm tới gốc vây hậu môn khi khép vào bụng. Cá cái chỉ có màu hồng (hơi ửng đỏ) với một đốm đen lớn trên cuống đuôi. Thân trên và đầu của cá đực có màu đỏ thắm, lan xuống cả gốc vây ngực; vùng thân còn lại màu trắng. Có 4–5 vệt sọc màu tía ở thân dưới. Vây lưng màu trắng nhạt với một dải viền đen ở rìa, ánh màu xanh lam. Vây đuôi màu vàng với dải màu đen ở ngay rìa sau, dải gần rìa màu trắng.
Số gai ở vây lưng: 11; Số tia vây ở vây lưng: 9; Số gai ở vây hậu môn: 3; Số tia vây ở vây hậu môn: 9; Số tia vây ở vây ngực: 15; Số gai ở vây bụng: 1; Số tia vây ở vây bụng: 5.

## Phân loại học
C. marjorie có quan hệ họ hàng rất gần với Cirrhilabrus walindi và Cirrhilabrus cenderawasih. Cá cái của ba loài này có kiểu hình rất giống nhau nên khó mà phân biệt được. Việc xác định cá cái của loài nào thường được quan sát dựa vào sự xuất hiện của cá đực trong bầy nếu chúng có cùng phạm vi phân bố.

## Thương mại
C. marjorie được thu thập trong ngành buôn bán cá cảnh nhưng không phổ biến.